# Мундоро (Костромская область)
Мундоро — деревня в составе Одоевского сельского поселения Шарьинского района Костромской области России.

## География
Расположена на берегу реки Ветлуга.

## История
Между деревней Мундоро и селом Одоевским расположено Одоевское (Мундоровское) городище. По местной легенде, здесь якобы стояла деревянная церковь, провалившаяся под землю, когда на деревню напали татары.
Это городище, без каких-либо оснований, ассоциируют со средневековой черемисской крепостью Булаксы.
Еще Дмитрий Петрович Дементьев отметил: «Булакса селение теперь неизвестно, но оно еще видно на старинном плане Костром. губ. изд. 1796 г. в Рождественской волости...»
И действительно, если например взглянуть на нее или на «Карту Костромскаго Наместничества» 1792 года издания, то на них Булакса будет обозначена в районе нынешних деревень Курганы и Филатиха.
Деревня Высокая (Мундор тож) Троицкого стана Галицкого уезда была упомянута в 1678 году. В это время она принадлежала князю Юрию Михайловичу Одоевскому.
Согласно Спискам населенных мест Российской империи в 1872 году деревня Мундорово (Соколово) относилась к 2 стану Ветлужского уезда Костромской губернии. В ней числилось 21 двор, проживало 57 мужчин и 66 женщин. В деревне имелось два маслобойных завода.
Согласно переписи населения 1897 года в деревне проживало 146 человек (53 мужчины и 93 женщины).
Согласно Списку населенных мест Костромской губернии в 1907 году деревня относилась к Одоевско-Спиринской волости Ветлужского уезда Костромской губернии. По сведениям волостного правления за 1907 год в деревне числилось 37 крестьянских дворов и 197 жителей. В деревне имелась кузница. Преобладающим занятием жителей деревни, кроме земледелия, был лесной промысел.

## Население
| 2008 | 2010 | 2014 |
| ---- | ---- | ---- |
| 9    | ↘7   | ↘5   |